# NGC 4918
NGC 4918 is een spiraalvormig sterrenstelsel in het sterrenbeeld Maagd. Het hemelobject werd in 1886 ontdekt door de Amerikaanse astronoom Francis Preserved Leavenworth.

## Synoniemen
- PGC 44934